# Richard A. Kowalski
Richard A. Kowalski (1963) è un astronomo statunitense.
Dal 1999 ha collaborato con il JPL per le osservazioni della missione Deep Space 1. Dal 2005 partecipa al progetto Catalina Sky Survey nel cui ambito ha scoperto gli asteroidi 2008 TC3 e 2014 AA, i primi due oggetti di cui è stato possibile prevedere l'impatto con la Terra prima che avvenisse. Gli è stato dedicato l'asteroide 7392 Kowalski.

## Scoperte
Ha scoperto o coscoperto tredici comete: le comete non periodiche C/2014 U3 Kowalski, C/2015 D5 Kowalski, C/2016 E2 Kowalski, C/2016 Q4 Kowalski e C/2022 D2 Kowalski e le comete periodiche 425P/Kowalski, 391P/Kowalski, P/2007 T2 Kowalski, P/2009 Y2 Kowalski, P/2011 S2 Kowalski, P/2013 G1 Kowalski, 384P/Kowalski e coscoperto la 226P/Pigott-LINEAR-Kowalski che è risultata essere la cometa perduta osservata da Edward Pigott nel 1783. Il Minor Planet Center gli accredita la scoperta dell'asteroide 14627 Emilkowalski effettuata il 7 novembre 1998.